# The Gordon Sisters Boxing
The Gordon Sisters Boxing est un film américain muet et en noir et blanc sorti en 1901.